# Underworld: The Eternal War
Underworld: The Eternal War è un videogioco sparatutto in terza persona del 2004 sviluppato da Lucky Chicken Games e pubblicato da Play It!. Si basa sul film Underworld del 2003.